# Saints Row IV
Saints Row IV è un videogioco d'azione, quarto capitolo della serie Saints Row. Sviluppato dalla Deep Silver Volition e dalla High Voltage Software. Il gioco è stato distribuito in Europa il 23 agosto 2013, nel Nord America il 20 agosto e in Australia il 20 settembre. Il gioco ritorna alla città di Steelport, dotata di un'ambientazione retro-futuristica, simile ad una Washington distopica.

## Trama
Dopo le vicende di Saints Row: The Third, il leader dei Third Street Saints viene eletto Presidente degli Stati Uniti. Improvvisamente gli alieni, una razza chiamata Zin, invadono la terra e il protagonista e i Saints devono combattere l'invasione. Il comandante degli Zin, Zinyak, rapisce il protagonista, che viene teletrasportato in una versione virtuale di Steelport, dove può combattere utilizzando particolari superpoteri per distruggere gli Zin.

## Personaggi
- Il Protagonista: Capo dei Saints. Dopo aver rischiato la vita salvando il Paese da un attentato terroristico, viene eletto Presidente degli Stati Uniti. Poco tempo dopo, gli Zin invadono la Terra, distruggendola, e il Protagonista e i suoi alleati sono gli unici rimasti a contrastarli.
- Kinzie Kensington: Braccio destro del protagonista durante tutto il gioco. È un'abilissima Hacker che salverà il giocatore più volte, e lo aiuterà un po' in tutto.
- Keith David: Guest-Star principale del gioco. Viene eletto Vicepresidente. Ad un certo punto del gioco, tradirà i Saints, ma poi tornerà a combattere per loro.
- Matt Miller: Ex Capo dei Deckers ed esperta mente informatica, che fu in grado di dimostrarsi facilmente più capace di Kinzie, quando si scontrarono nel gioco precedente. Dopo che il protagonista gli risparmiò la vita, cercò redenzione, e venne arruolato nel MI6, come compagno di Asha.
- Asha Odekar: Membro del MI6, compagna di Matt. Si rivelerà una "Johnny Gat femminile", e sarà fondamentale nella distruzione degli Zin.
- Shaundi: Amica fidata del Protagonista fin dal secondo capitolo. Ad un certo punto del gioco si sdoppierà in due, e quindi dividendosi nell'attuale Shaundi, e la vecchia Shaundi.
- Johnny Gat: Migliore amico del Protagonista e presente in tutti i capitoli della saga. Tutti lo credevano morto poco prima di arrivare a Steelport, ma invece è stato rapito da Zinyak, che lo riteneva un duro avversario nella conquista della Terra.
- Pierce Washington: Fedelissimo Saints del Protagonista.
- Benjamin King: Apparso nel primo capitolo della serie, dove era capo dei Vice Kings, ritorna qui come Capo Staff del Presidente degli Stati Uniti.
- CID: Mente intelligentissima intrappolata nella simulazione, dalla quale uscirà sotto le sembianze di un piccolo robot.
- Zinyak: l'antagonista principale del gioco un alieno alto circa 3 metri, è l'imperatore degli alieni zin e nuovo re della terra.

## Personalizzazione
Saints Row IV offre una vasta scelta per la personalizzazione del personaggio, delle armi (introdotta in questo capitolo) e dei veicoli.
In questo capitolo vengono anche introdotti i super poteri (i quali verranno sbloccati con missioni durante la storia e potenziati con i "Cluster", questi ultimi reperibili nelle strade e sui tetti dei grandi edifici di Steelport).

## Accoglienza
Saints Row IV ha ricevuto recensioni molto positive. GameRankings e Metacritic hanno dato alla versione per PC 88.53% e 86/100, alla versione PS3 80.27% e 77/100 e alla versione Xbox 360 84.16% e 83/100.